# مادیا پرادش
مادیا پرادش (هندی: मध्य प्रदेश، انگلیسی: Madhya Pradesh که معمولاً به صورت MP نمایش داده می‌شود) یکی از ایالت‌های هندوستان است که در مرکز این کشور واقع شده و اغلب این ایالت را «قلب هندوستان» می‌خوانند.
مرکز آن شهر بوپال است و بزرگترین شهر و پایتخت تجاری آن شهر ایندور می‌باشد.
مادیا پرادش بین ایالت‌های اوتار پرادش، چتیسگر، ماهاراشترا، گجرات و راجستان محصور است و مساحت آن ۳۰۸٫۲۵۲ کیلومتر مربع می‌باشد.
این ایالت پیش از آنکه در روز اول نوامبر سال ۲۰۰۰ چتیسگر را از آن جدا کنند بزرگترین ایالت هند بود.